# Rajinovci
Rajinovci (szerbül: Рајновци) falu Bosznia-Hercegovinában, Bihács községben, a Bosznia-hercegovinai Föderáció Una-Szanai kantonjában. 

## Fekvése
Bihács központjától légvonalban 30, közúton 56 km-re délkeletre, Kulen Vakuftól északra, az Una folyó jobb partján fekszik. 

## Népessége
| Nemzetiségi csoport | Népesség 1991 | Népesség 2013 |
| ------------------- | ------------- | ------------- |
| Szerb               | 205           | 0             |
| Bosnyák             | 0             | 20            |
| Horvát              | 0             | 0             |
| Jugoszláv           | 9             | 0             |
| Egyéb               | 2             | 2             |
| Összesen            | 216           | 22            |

## Története
A második világháborúban Rajnovci 200 lakosa pusztult el. Körülbelül 100 embert ölt meg az Usztasa, akiket a környékbeli muszlimok is segítettek. Az áldozatok maradványait egy orašaci barlangban találták meg.
Jugoszlávia felbomlása során további, mintegy 20 helyi ember halt meg, vagy tűnt el, többségük 1995-ben. A boszniai háború végén a falut a szerb lakosság elhagyta, és 1998-ban csak egy szerb tért vissza a településre, aki a 2008-as adatok szerint egyedül élt a településen. A lakosság legnagyobb része a Szerb Köztársaságban, Prijedorban, Mišina Hanban vagy Banja Lukában telepedett le. Őket az ottaniak rajnovčaninak hívják.

## Híres emberek
Rajinovciban született 1889. december 15-én Osman Kulenović bosnyák származású jugoszláv politikus és jogász, aki 1941-ben a Független Horvát Állam kormányának alelnöke volt, és akit 1945. június 7-én háborús bűnökért kivégeztek.

## Fordítás
- Ez a szócikk részben vagy egészben  a(z)   Рајновци című szerb Wikipédia-szócikk ezen változatának fordításán alapul.  Az eredeti cikk szerkesztőit annak laptörténete sorolja fel. Ez a jelzés csupán a megfogalmazás eredetét és a szerzői jogokat jelzi, nem szolgál a cikkben szereplő információk forrásmegjelöléseként.